# Кратценштейн, Христиан Готлиб
Христиан Готлиб Кратценштейн (нем. Christian Gottlieb Kratzenstein; 1723—1795) — немецкий врач, механик и физик.
Родился 30 января 1723 в Вернигероде, умер 7 июля 1795 в Копенгагене. Изучал медицину и математику в Галле, в 1748 по рекомендации Л. Эйлера прибыл в Санкт-Петербург. Профессор механики, с августа 1753 иностранный почётный член Российской Академии Наук. Читал лекции по механике, вместе с Рихманом работал над теорией громоотводов. В 1752 году на фрегате «Варахаил» совершил плавание вокруг Скандинавии для проверки приборов своей конструкции. В 1753 году уволен из Петербургской Академии наук по истечении срока контракта. В 1754 уехал в Копенгаген, где читал в университете лекции по медицине. Кратценштайн занимался теорией газов, применением электричества к медицине, в 1779 разработал прототип синтезатора речи, произносивший пять гласных звуков (а, э, и, о, у). За представленный орган, подражающий человеческому голосу, получил премию Петербургской академии наук (конкурс 1780 г.).

## Сочинения
- Кратценштейн Х. Г. О новых своих изобретениях в мореплавательной науке // Торжество Академии наук на вожделенный день тезоименитства… Елисаветы Петровны…, публично говоренными речами празднованное сентября 6 дня 1751 г. СПб., 1751. С.10-30.